# Шон Бін
Шон Марк Бін (англ. Shaun Mark Bean) (нар. 17 квітня 1959) — англійський актор театру і кіно, виконавець, серед іншого, ролей  Боромира в кінотрилогії «Володар Перснів», Одіссея у «Трої», Аліка Тревельяна, агента 006 — суперника Джеймса Бонда у фільмі «Золоте Око», ролі Річарда Шарпа у телесеріалі «Пригоди королівського стрільця Шарпа», а також ролі Еддарда Старка у телесеріалі «Гра Престолів», в екранізації «Пісні льоду й полум'я» письменника Джорджа Мартіна.

## Біографія
Шон Марк Бін народився в районі Гандсворт (англ. Handsworth), Шеффілд, Південний Йоркшир, Англія, син Рити і Браяна Біна. Батькові майбутнього актора належав цех металоконструкцій, який він створив разом зі своїм колегою. У цьому бізнесі було задіяно 50 осіб, зокрема матір Біна, котра працювала секретаркою. У нього є молодша сестра Лорейн. Попри економічну стабільність (батько був власником Rolls-Royce Silver Shadow), сім'я ніколи не залишала свій мікрорайон, бо вони воліли залишитися поруч із друзями та родиною. Дитиною Шон розбив скляні двері через суперечку про ножиці. Шматок скла залишився в його нозі, він трохи перешкоджає йому у ходьбі і залишив великий шрам. Цей нещасний випадок завадив йому здійснити свою мрію — стати професійним футболістом. 
1975 року Шон закінчив загальноосвітню школу Брука з двома звичайними рівнями (англ. O Level) в галузі мистецтва та англійської мови. Після роботи в супермаркеті та інших місцях почав працювати на фірмі свого батька з дня відкриття Ротеремського коледжу мистецтв і технологій, щоб пройти курс зварювання. У той час як він був у Ротеремі, він побачив школу мистецтва і вирішив зайнятися мистецтвом. Після відвідування курсів у двох інших коледжах, один протягом половини дня, та інший менш ніж протягом тижня, він повернувся в Ротеремський коледж, де дізнався про драматичний курс, на який його згодом було зараховано. Після кількох вистав у коледжі та однієї в Ротеремському міському театрі Шон подав заяву і отримав стипендію для навчання у Королівській академії драматичного мистецтва (RADA), розпочавши семирічний курс у січні 1981 року.

## Особисте життя
Під час навчання в Академії Шон одружився із Деброю Джеймс, проте сім'я розпалася, бо подружжя було змушене жити в різних містах. Після розлучення Шон почав жити з Мелані Гіл, яка 1987 року народила від нього дочку Лорну. Лише 1990 року вони оформили стосунки офіційно. У вересні 1991 року народилася друга дочка, Моллі.
1997 року Шон розлучився з дружиною, з котрою прожив майже 15 років, і вже через два місяці одружився з акторкою Абігайль Краттенден. 06 листопада 1998 року вона народила дочку Еві Наташу Бін.
2008 року Шон Бін одружився вчетверте з 29-річною Джорджиною Саткліфф. У пресі регулярно з'являлися репортажі про сварки в сім'ї. У березні 2010 року виникли перші чутки про майбутнє розлучення, хоча пара наполегливо їх заперечувала. Проте наприкінці того ж року Джорджина подала на розлучення, вказавши причиною «непереборні розбіжності».

### Нагороди та почесні звання
2013 року Шона Біна було названо найкращим актором, він отримав Нагороду Королівського телевізійного товариства за роль у фільмі «Обвинувачений». Шон також здобув три окремі нагороди у складі акторського ансамблю у «Поверненні Короля» від гільдії кіноакторів, Національної ради кінокритиків і асоціації кінокритиків, все 2004 року.
У рідному місті Шеффілді Бін одержав кілька нагород і подяк, зокрема: почесний доктор Шеффілдського університету 1997 року, друге докторське звання (доктор філологічних наук з англійської літератури в Університеті Шеффілда у липні 2007 року). Його було обрано одним із членів клубу «Легенди Шеффілда» (аналог Алеї слави в Голлівуді), окрім того, меморіальну дошку на його честь було виставлено в передній частині ратуші у Шеффілді. Бін пізніше прокоментував це: «Я дійсно отримав докторський ступінь Шеффілдського університету близько 11 або 12 років тому, тож тепер я двічі доктор. І це чудово, особливо від мого рідного міста».

## Фільмографія
| № п/п | Рік  | Назва                                                                                            | Роль                                           |
| ----- | ---- | ------------------------------------------------------------------------------------------------ | ---------------------------------------------- |
| 1     | 1984 | Зимовий політ / Winter Flight                                                                    | Hooker                                         |
| 2     | 1984 | Чисто англійське вбивство (серія «Нерівні шанси») / телесеріал «The Bill» (ep.# 1.4 «Long Odds») | Горацій Кларк                                  |
| 3     | 1984 | Гравці / Punters                                                                                 | Lurch                                          |
| 4     | 1985 | Подвиги в Західному Полеї / Exploits at West Poley                                               | Scarred Man                                    |
| 5     | 1985 | Самсон і Даліла / Samson and Delilah                                                             | Біллі                                          |
| 6     | 1986 | Караваджо                                                                                        | Рануччіо                                       |
| 7     | 1988 | Грозовий понеділок / Stormy Monday                                                               | Брендан                                        |
| 8     | 1988 | Неприємності / Troubles (телефільм в 2 частинах)                                                 | Capt. Bolton                                   |
| 9     | 1988 | Оповідач / The Storyteller (епізод Вірна наречена / The True Bride)                              | Prince                                         |
| 10    | 1989 | Як досягти успіху в рекламі / How to Get Ahead in Advertising                                    | Larry Frisk                                    |
| 11    | 1989 | Реквієм війни / War Requiem                                                                      | Німецький солдат                               |
| 12    | 1989 | П'ятнадцять вулиць / The Fifteen Streets                                                         | Dominic O’Brien                                |
| 13    | 1990 | Лорна Дун                                                                                        | Carver Doone                                   |
| 14    | 1990 | Малі зони / Small Zones                                                                          | Vic                                            |
| 15    | 1990 | Відбитки вітру / Windprints                                                                      | Anton van Heerden                              |
| 16    | 1990 | Подружжя / Wedded (телеспектакль)                                                                | Man                                            |
| 17    | 1990 | Поле / The Field                                                                                 | Tadgh McCabe                                   |
| 18    | 1991 | Кларисса / Clarissa                                                                              | Ловелас                                        |
| 19    | 1991 | Принц / Prince                                                                                   | Jack Morgan                                    |
| 20    | 1991 | Скажи, що любиш мене / Tell Me That You Love Me                                                  | Gabriel Lewis                                  |
| 21    | 1991 | У прикордонній країні / In the Border Country                                                    | Smith                                          |
| 22    | 1991 | Королівство за коня / My Kingdom for a Horse                                                     | Steve                                          |
| 23    | 1992 | Ігри патріотів                                                                                   | Шон Міллер                                     |
| 24    | 1992 | Інспектор Морзе (епізод Absolute Conviction) / Inspector Morse                                   | Alex Bailey                                    |
| 25    | 1993 | Леді Чаттерлей                                                                                   | лісничий Олівер Меллорс                        |
| 26    | 1993 | A Woman’s Guide to Adultery                                                                      | Paul                                           |
| 27    | 1993 | Стрільці Шарпа — перший із 16 телефільмів / Sharpe's Rifles                                      | лейтенант Річард Шарп                          |
| 28    | 1993 | Орел Шарпа / Sharpe's Eagle                                                                      | капітан Річард Шарп                            |
| 29    | 1994 | Скарлетт                                                                                         | лорд Річард Фентон                             |
| 30    | 1994 | Чорний красень                                                                                   | Фермер Грей                                    |
| 31    | 1994 | Яків: біблейська історія                                                                         | Esau                                           |
| 32    | 1994 | Шопінг / Shopping                                                                                | Venning                                        |
| 33    | 1994 | Рота Шарпа / Sharpe's Company                                                                    | майор Річард Шарп                              |
| 34    | 1994 | Ворог Шарпа / Sharpe's Enemy                                                                     | майор Річард Шарп                              |
| 35    | 1994 | Честь Шарпа / Sharpe's Honour                                                                    | майор Річард Шарп                              |
| 36    | 1995 | Золоте око / англ. GoldenEye                                                                     | агент Мі6 Алік Тревелян                        |
| 37    | 1995 | Золото Шарпа / Sharpe's Gold                                                                     | майор Річард Шарп                              |
| 38    | 1995 | Битва Шарпа / Sharpe's Battle                                                                    | майор Річард Шарп                              |
| 39    | 1995 | Меч Шарпа / Sharpe's Sword                                                                       | майор Річард Шарп                              |
| 40    | 1996 | Місія Шарпа / Sharpe's Mission                                                                   | майор Річард Шарп                              |
| 41    | 1996 | Облога Шарпа /Sharpe's Siege                                                                     | майор Річард Шарп                              |
| 42    | 1996 | Полк Шарпа / Sharpe's Regiment                                                                   | майор Річард Шарп                              |
| 43    | 1996 | Коли приходить субота / When Saturday Comes                                                      | Jimmy Muir                                     |
| 44    | 1997 | Анна Кареніна                                                                                    | Вронський                                      |
| 45    | 1997 | Помста Шарпа / Sharpe's Revenge                                                                  | Річард Шарп                                    |
| 46    | 1997 | Правосуддя Шарпа / Sharpe's Justice                                                              | Річард Шарп                                    |
| 47    | 1997 | Ватерлоо Шарпа / Sharpe's Waterloo                                                               | Річард Шарп                                    |
| 48    | 1998 | Ронін                                                                                            | Спенс                                          |
| 49    | 1998 | Удар з повітря / Airborne                                                                        | Dave Toombs                                    |
| 50    | 1998 | Мультсеріал «Кентерберійські оповідання» / The Canterbury Tales (епізод Leaving London)          | The Nun’s Priest                               |
| 51    | 1999 | Надзвичайно небезпечний / Extremely Dangerous                                                    | Neil Byrne                                     |
| 52    | 1999 | Браво Два Нуль                                                                                   | Енді Макнаб                                    |
| 53    | 1999 | Вікарій із Діблі / The Vicar of Dibley (епізод Spring)                                           | Грає самого себе                               |
| 54    | 2000 | Хлопці із Ессекса / Essex Boys                                                                   | Jason Locke                                    |
| 55    | 2001 | Володар Перснів. Братство Персня                                                                 | Боромир                                        |
| 56    | 2001 | Не говори ні слова / Don't Say a Word                                                            | Патрик Костер                                  |
| 57    | 2002 | Володар перснів: Дві вежі                                                                        | Боромир                                        |
| 58    | 2002 | «Еквілібріум» / Equilibrium                                                                      | Напарник Джона Престона, клірик Еррол Партрідж |
| 59    | 2002 | Том і Томас / Tom & Thomas                                                                       | Пауль Шеппард                                  |
| 60    | 2003 | Володар перснів: Повернення короля                                                               | Боромир                                        |
| 61    | 2003 | Велика порожнеча / The Big Empty                                                                 | Ковбой                                         |
| 62    | 2003 | Генріх VIII / Henry VIII                                                                         | Роберт Аск                                     |
| 63    | 2004 | Прайд / Pride                                                                                    | Лев Дарк                                       |
| 64    | 2004 | «Скарб нації»                                                                                    | Ян Хоу, поганий хлопець                        |
| 65    | 2004 | «Троя»                                                                                           | Одіссей                                        |
| 66    | 2005 | Північна країна / North Country                                                                  | Кайл                                           |
| 67    | 2005 | «Ілюзія польоту» / Flightplan                                                                    | Капітан літака Маркус Річ                      |
| 68    | 2005 | Острів                                                                                           | Доктор Меррік                                  |
| 69    | 2005 | Темні сили                                                                                       | Джеймс                                         |
| 70    | 2006 | Сайлент Хілл                                                                                     | Крістофер да Сільва                            |
| 71    | 2006 | Гра The Elder Scrolls IV: Oblivion (озвучка)                                                     | Мартін Септім                                  |
| 72    | 2006 | Виклик Шарпа / Sharpe's Challenge                                                                | Полковник Річард Шарп                          |
| 73    | 2006 | Безликий / Faceless                                                                              | Едді Прей                                      |
| 74    | 2007 | Попутчик (ремейк) / The Hitcher                                                                  | Джон Райдер, попутник                          |
| 75    | 2007 | Поза законом / Outlaw                                                                            | Брайан                                         |
| 76    | 2007 | Далека північ / Far North                                                                        | Локи                                           |
| 77    | 2008 | Ризик Шарпа / Sharpe's Peril                                                                     | полковник Річард Шарп                          |
| 78    | 2008 | Крузо / Crusoe (3 епізоди Bad Blood, Gunpowder, Rum)                                             | Джеймс Крузо                                   |
| 79    | 2009 | Last Battle Dreamer                                                                              | Hakon                                          |
| 80    | 2009 | Червоний райдінг: 1983 / Red Riding: 1974                                                        | Джон Доусон                                    |
| 81    | 2010 | Чорна смерть                                                                                     | Ульріх                                         |
| 82    | 2010 | Персі Джексон та викрадач блискавок                                                              | Зевс                                           |
| 83    | 2010 | Великі гроші / Cash                                                                              | Пайк Кубик / Різ Кубик                         |
| 84    | 2010 | Втрачене майбутнє / The Lost Future                                                              | Амал                                           |
| 85    | 2011 | «Гра Престолів» (телесеріал)                                                                     | Еддард Старк                                   |
| 86    | 2011 | Жінка, не варта уваги / A Woman of No Importance                                                 | Lord Illingworth                               |
| 87    | 2011 | Смертельна гонка 2: Франкенштейн живий / англ. Death Race 2                                      | Маркус Кейн                                    |
| 88    | 2011 | Солдати удачі / Soldiers of Fortune                                                              |                                                |
| 89    | 2011 | Сайлент Хілл 2                                                                                   |                                                |
| 90    | 2011 | Доба героїв / Age of Heroes                                                                      | Jones                                          |
| 91    | 2012 | Чиста шкіра / Cleanskin                                                                          | Ewan                                           |
| 92    | 2012 | Білосніжка: Помста гномів                                                                        | Король                                         |
| 93    | 2013 | Гріфіни / англ. Family Guy                                                                       | Portrait Griffen (голос)                       |
| 94    | 2014 | / Any Day                                                                                        | Vian                                           |
| 95    | 2014 | / Wicked Blood                                                                                   | Frank Stinson                                  |
| 96    | 2015 | Піднесення Юпітер / англ. Jupiter Ascending                                                      | Stinger                                        |
| 97    | 2015 | Снігова Королева 2: Перезаморозка / рос. Снежная Королева 2: Перезаморозка                       | Генерал Аррог (англійський дубляж)             |
| 98    | 2015 | Пікселі                                                                                          | Генерал армії                                  |
| 99    | 2015 | Ворог людства / англ. Enemy of Man                                                               | Macbeth                                        |
| 100   | 2015 | Марсіанин / англ. The Martian                                                                    | Мітч Хендерсон                                 |
| 101   | 2016 | Молодий месія / англ. The Young Messiah                                                          | Severus                                        |
| 102   | 2016 | Кінгсґлейв: Остання фантазія XV / англ. Kingsglaive: Final Fantasy XV                            | Regis Lucis Caelum CXIII                       |
| 103   | 2025 | Анемона / англ. Anemone                                                                          |                                                |